# Katastrofa lotu Tatarstan Airlines 363
Katastrofa lotu Tatarstan Airlines 363 – wydarzyła się 17 listopada 2013 roku na terenie lotniska w Kazaniu. W wyniku katastrofy samolotu Boeing 737-53A, należącego do linii lotniczych Tatarstan Airlines, śmierć poniosło 50 osób (44 pasażerów oraz 6 członków załogi) - wszyscy na pokładzie.

## Samolot
Boeing 737-53A, który uległ katastrofie został wyprodukowany w 1990 roku. Jego pierwszym właścicielem były francuskie linie lotnicze Euralair. Kolejnymi właścicielami samolotu były: Air France, Uganda Airlines, Rio Sul, Blue Air oraz Bulgaria Air. Linie lotnicze Tatarstan Airlines nabyły samolot w grudniu 2008 roku.
Samolot uczestniczył już w jednym wypadku. W grudniu 2001 roku, gdy maszyna należała do linii Rio Sul, podczas lądowania w Belo Horizonte złamało się podwozie Boeinga.

## Przebieg lotu
W dniu katastrofy, w godzinach porannych Boeing odbył lot z Kazania do Moskwy. Pasażerowie tego lotu stwierdzili później, że samolot był w złym stanie technicznym, a podczas lądowania wystąpiły silne wstrząsy.

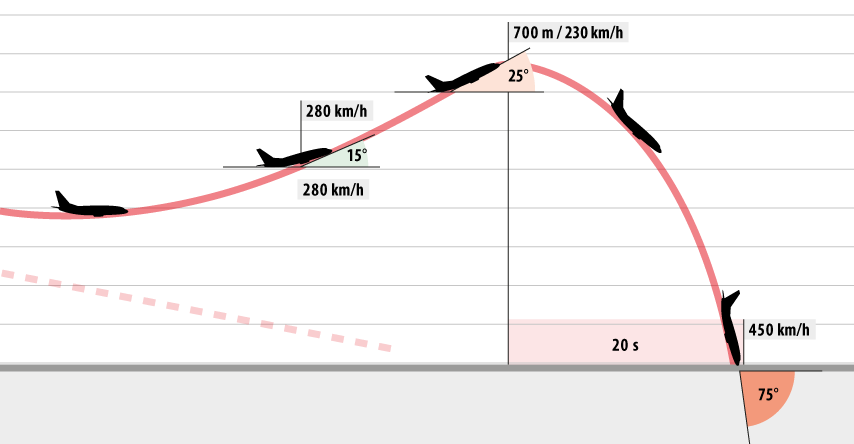
Schemat przedstawiający ostatnie sekundy lotu Boeinga.

Lot powrotny został zaplanowany na godziny wieczorne. Boeing wystartował z moskiewskiego lotniska Domodiedowo o godzinie 18:25. W Kazaniu był spodziewany o godzinie 19:40. Samolot doleciał do celu kilkanaście minut wcześniej. Wówczas na kazańskim lotnisku padał deszcz ze śniegiem i wiał silny wiatr.
Gdy samolot podchodził do lądowania, kapitan zdecydował przerwać tę procedurę i odejść na drugi krąg. Ostatnie słowa kapitana przed katastrofą brzmiały: Odchodzimy na drugi krąg. Nie mamy konfiguracji do lądowania. Po 10-15 sekundach od meldunku samolot utracił wysokość i niemal pionowo uderzył w płytę lotniska. Po zderzeniu z ziemią nastąpiła eksplozja paliwa i szczątki maszyny stanęły w płomieniach. Boeing rozbił się między pasem startów i lądowań a drogą kołowania lotniska w Kazaniu. Spośród 50 osób przebywających na pokładzie nikt nie przeżył katastrofy.
Moment katastrofy został zarejestrowany przez kamerę monitoringu działającą na lotnisku.

## Pasażerowie i załoga
Na pokładzie znajdowało się 50 osób - 44 pasażerów i 6 członków załogi. Samolot pilotowali kapitan Rustam Salichow i drugi pilot Wiktor Gucuł. Salichow pełnił funkcję kapitana od ośmiu miesięcy.
Wśród pasażerów był syn prezydenta Tatarstanu, Rustama Minnichanowa, Irek Minnichanow, szef zarządu Federalnej Służby Bezpieczeństwa (FSB) w Tatarstanie generał Aleksandr Antonow, była pracownica działu marketingu klubu hokejowego Ak Bars Kazań, Ellina Skworcowa i jej córka Daria.
Zestawienie pasażerów i załogi według obywatelstwa
| Kraj            | Pasażerowie | Załoga | Razem |
| --------------- | ----------- | ------ | ----- |
| Rosja           | 42          | 6      | 48    |
| Ukraina         | 1           | -      | 1     |
| Wielka Brytania | 1           | -      | 1     |
| Razem           | 44          | 6      | 50    |

- Źródło:[16].

## Badanie przyczyn katastrofy
17 listopada 2013 czynności wyjaśniające przyczyny katastrofy rozpoczął Międzypaństwowy Komitet Lotniczy (MAK).